# Brachysema uniflorum
Brachysema uniflorum är en ärtväxtart som beskrevs av George Bentham. Brachysema uniflorum ingår i släktet Brachysema och familjen ärtväxter. Inga underarter finns listade i Catalogue of Life.